# Martha Mooke
Martha Mooke je americká violistka. Během své kariéry spolupracovala s mnoha hudebníky, mezi které patří John Cale, David Bowie, Mercury Rev, Linda Thompson, Ziggy Marley, Anthony Braxton nebo smyčcový kvartet Soldier String Quartet. V roce 1996 vydala sólové album Enharmonic Vision. Roku 2010 doprovázela při turné britského hudebníka Petera Gabriela. Je zakládající členkou souboru Scorchio String Quartet. Roku 2016 vystupovala v Praze.

## Diskografie

### Sólová
- Enharmonic Vision (1996)

### Ostatní
- Clouds Over Eden (Richard Barone, 1992)
- Indígena (Tania León, 1994)
- Walking on Locusts (John Cale, 1996)
- I Shot Andy Warhol (různí / John Cale, 1996)
- Eat/Kiss: Music for the Films by Andy Warhol (John Cale, 1997)
- The Professional (DJ Clue, 1998)
- Don Cartagena (Fat Joe, 1998)
- Actual Size (Muzzle, 1998)
- Vitamin C (Vitamin C, 1999)
- Trillium R (Anthony Braxton, 1999)
- World (Maria de Alvear, 1999)
- New York Counterpoint / Eight Lines / Four Organs (Steve Reich a Bang on a Can, 2000)
- Endangered Species (Big Pun, 2001)
- The Gunman and Other Stories (Prefab Sprout, 2001)
- Fortune Cookies (Alana Davis, 2001)
- All Is Dream (Mercury Rev, 2001)
- Ride (Billy Crawford, 2002)
- Heathen (David Bowie, 2002)
- Somehow We Can (Alvin Singleton, 2002)
- Dragonfly (Ziggy Marley, 2003)
- L'Avventura (Dean & Britta, 2003)
- Klezmer Concertos and Encores (Schoenfield, Starer, Golijov a Weinberg, 2003)
- Ochún (Ochún, 2004)
- Phases: A Nonesuch Retrospective (Steve Reich, 2006)
- The Great Works for Voice (Berio – Christine Schadeberg, Musicians' Accord, 2006)
- Live in Concert 2006 (Barbra Streisand, 2007)
- Versatile Heart (Linda Thompson, 2007)
- Hobo (Charlie Winston, 2009)
- Love of Life Orchestra (Peter Gordon, 2010)
- Cheek to Cheek (Tony Bennett a Lady Gaga, 2014)
- Fragments of a Rainy Season (John Cale, 2016) – pouze bonusy na této reedici, nikoliv původní album z roku 1992
- Sun of Goldfinger (David Torn, Tim Berne a Ches Smith, 2019)